# برجستگی درشت‌نی
برجستگی استخوان تیبیا (به انگلیسی: Tuberosity of the tibia) یک برجستگی در بخش پروگزیمال و قدامی استخوان درشت‌نی است که درست در زیر جایی که سطوح قدامی کوندیل خارجی تیبیا و کوندیل داخلی تیبیا به پایان می‌رسد جای دارد.

## ساختار
برجستگی استخوان درشت‌نی را به رباط کشککی اتصال و پیوست می‌دهد. رباط کشککی نیز به استخوان کشکک متصل است. در این ناحیه زردپی چهارسر به شکل زردپی دیستال ماهیچه چهارسر ران وجود دارد. ماهیچه چهار سر ران از ماهیچه راست رانی، ماهیچه پهن بیرونی، ماهیچه پهن درونی و ماهیچه پهن میانی تشکیل شده است. این عضلات چهار سر ران توسط عصب رانی عصب‌دهی می‌شوند. بنابراین برجستگی تیبیا بخش انتهایی این ساختار بزرگ را تشکیل می‌دهد که به عنوان یک اهرم برای گسترش مفصل زانو عمل می‌کند و از آسیب دیدن زانو در هنگام برخورد پا با زمین جلوگیری می‌کند. دو رباط، کشکک و برجستگی تیبیا، همگی ساختارهایی سطحی و قابل لمس هستند.

## بیماری‌ها
حساسیت در برجستگی تیبیا می‌تواند از بیماری ازگود اشلاتر که بورسیت عمیق زیرکشککی است ناشی شود. بزرگ شدن بیش از حد برجستگی استخوانی تیبیا می‌تواند نتیجه تحریک مداوم ازگود اشلاتر در یک نوجوان با صفحات رشد باز باشد یا همان چیزی باشد که از ازگود اشلاتر در بزرگسالان باقی مانده است.

## نگارخانه

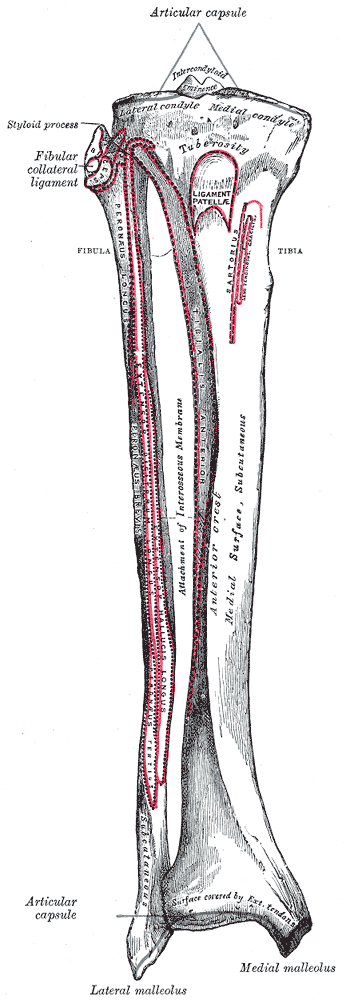
استخوان‌های پای راست از نمای جلویی
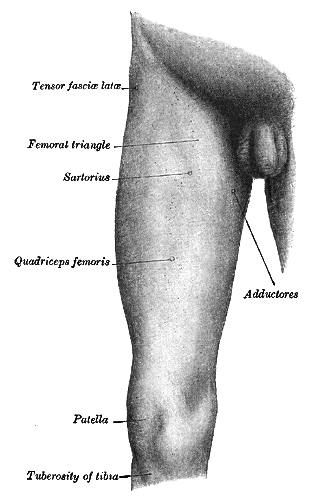
نمای جلو و درونی ران راست